# United States Naval Special Warfare Development Group
United States Naval Special Warfare Development Group (NSWDG; splošna znani po kratici DEVGRU, neformalno tudi po bivšem nazivu SEAL Team Six (ST6); dobesedno slovensko: Razvojna skupina pomorskega specialnega vojskovanja ZDA) je ena od dveh ameriških tajnih Tier One protiterorističnih specialnih enot; druga taka enota je 1st SFOD-D (Delta Force). 
Zaradi tajnosti so informacije glede DEVGRU zelo skope; tako ne urad predsednika Združenih držav Amerike, ne Ministrstvo za obrambo ne komentirata njihovih operacij. Medtem ko DEVGRU administrativno spada pod Poveljstvo pomorskega specialnega bojevanja ZDA, pa ima operacijski nadzor nad enoto Poveljstvo združenih specialnih operacij ZDA.
Enota je postala svetovno bolj znana z ubitjem Osame bin Ladna, vodjo Al Kaide, med operacijo Neptunovo kopje 2. maja 2011 v Pakistanu.

## Poveljniki
- Commander Richard Marcinko: november 1980 - julij 1983
- Kapitan Robert A. Gormly: 1983 - 1986
- Kapitan Thomas E. Murphy: 1986 - 1987
- Kapitan Richard T.P. Woolard: 1987 - 1990
- Kapitan Ronald E. Yeaw: 1990 - 1992
- Kapitan Thomas G. Moser: 1992 - 1994
- Admiral Eric T. Olson: 1994 - 1997
- Viceadmiral Albert M. Calland III: junij 1997 - junij 1999
- Viceadmiral Joseph D. Kernan: 1999 - 2002
- Kontradmiral Edward G. Winters, III: 2002 - 2004